# Wilhelm Frick
Wilhelm Frick (Alsenz, 1877. március 12. – Nürnberg, 1946. október 16.) 1933 és 1943 között német birodalmi belügyminiszter, 1943 és 1945 között a Cseh-Morva Protektorátus kormányzója. A nürnbergi perben halálra ítélték, és kivégezték.

## Pályafutása
A Bajor Királyságban született egy négygyermekes család utolsó gyerekeként, apja tanár volt. Jogot tanult a Müncheni Egyetemen, a Göttingeni Egyetemen és a Berlini Egyetemen, 1901-ben a Heidelbergi Egyetemen szerezte meg a jogi diplomát. 1900-tól kezdve jogászgyakornok volt Kaiserslauternben, majd állami hivatalt vállalt, és különböző beosztásokban a müncheni rendőrségen dolgozott. Támogatta az NSDAP-t, és korán kapcsolatba került Hitlerrel.
Az 1923. november 8–9-én végrehajtott, sikertelen müncheni sörpuccsban való részvétele miatt 1924-ben egy év és három hónap börtönbüntetésre ítélték, amelyet azonban nem töltött le. 1924 májusától a Reichstag képviselője volt, 1933. január 30-án pedig a Hitler-kormány belügyminisztere lett. Hivatalát több mint tíz éven át töltötte be, és felelős volt a kor belügyi törvényi rendelkezéseiért, amelyek lehetővé tették a nemzetiszocialista hatalomátvételt, a tartományok birodalmi alárendelését, illetve a faji megkülönböztetést. Az ő felügyelete alá tartoztak az országgyűlési választások valamint a népszavazások. Az 1934-es úgynevezett újjáépítési törvény, amely a birodalom nemzetiszocialista reformjával kezdődött, valamint az 1935-ös „német vér és becsület védelméért” törvény, amely a zsidóság ellen irányult, az állampolgársági törvény, azaz a legfontosabb nürnbergi törvények közvetlen személyes részvételével születtek meg. A tartományi rendőrségek (beleértve a Gestapo politikai rendőrséget is) integrálása a birodalmi rendőrségbe, amelyet Frick indított el, megteremtette a totalitariánus állami berendezkedés alapját. A birodalmi igazgatás területén ő vezette a hadi előkészületeket.

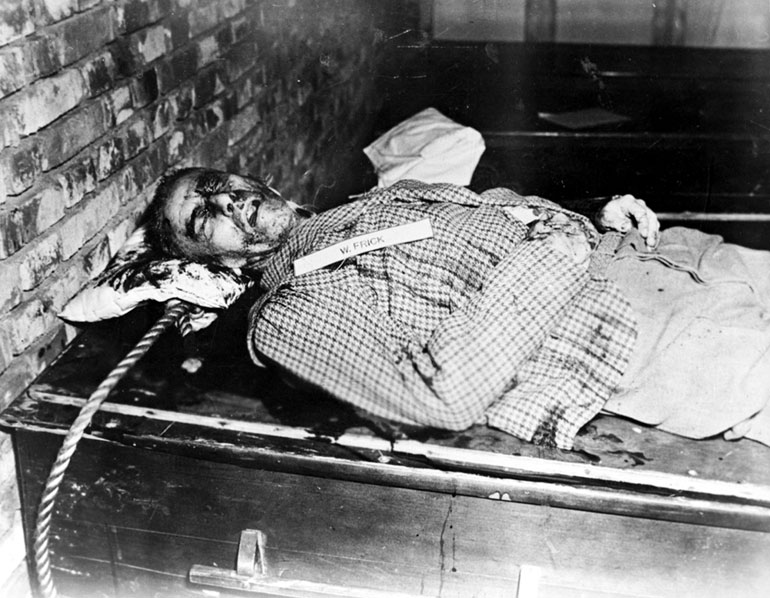
Kivégzése után

1943. augusztus 20-tól 1945. május végéig tárca nélküli miniszterként a Cseh–Morva Protektorátus kormányzója volt.
A nürnbergi bíróság béke elleni bűntett, emberiség elleni bűntett és háborús bűntett vádpontokban bűnösnek találta, 1946. október 1-jén kötél általi halálra ítélte, és kivégezték.